# 槍械藝術工業Model No. 1半自動手槍
槍械藝術工業Model No. 1（英語：Guncrafter Industries Model No. 1，簡稱：M1）是一把以廣為流行的M1911手槍修改為發射.50 GI子彈的衍生型號。

## 概述
約翰·白朗寧所研製的M1911 .45 ACP手槍在過去的一個世紀之中已經被修改為多種衍生型並使用多種子彈。在每一個實例之中所使用的子彈直徑是等於或小於原來的11.46毫米（.451英吋）。而雖然IMI的沙漠之鷹手槍、AMT的自動馬格南V型半自動手槍和LAR的灰熊溫徹斯特馬格南半自動手槍都已經提供了.50 AE口徑的型號，但都因為巨大的子彈而需要設計一把大型、重型手槍，而且就只有沙漠之鷹在這方面是成功的。
Model No. 1基本上是以M1911手槍為藍本，並且具有與標準型M1911相差不大的外形及尺寸，只是它發射的是.50 GI子彈。因此M1911手槍的不少附件都可同樣用於.50 GI的Model No. 1手槍，比如皮製槍套、彈匣袋等。兩者的結構設計也十分相似，使用者只要熟悉M1911手槍，對於Model No. 1的操作也就會輕而易舉。雖然Model No. 1在外觀上與M1911的大小相同，其套筒部件卻是不適用於標準型M1911的底把，因為各個部件都已經修改過並且改為使用.50 GI口徑的槍管和套筒。不過，使用.50 GI槍身的Model No. 1卻可以通過.45 ACP口徑轉換零件將其口徑轉換為.45 ACP。
.50 GI並非馬格南級彈藥，並具有與.45 ACP相同的膛壓。彈藥使用與.45 ACP相同的底緣直徑大小，可以.45 ACP彈殼使用的彈殼夾作手工重製子彈。這種新型的黃銅彈殼是由星線黃銅公司（英語：Starline Brass）所製作，比起標準的.45 ACP略短。在底把的握把之內的彈匣插槽比起標準的M1911更薄，以容納因使用.50 GI而更寬的彈匣。Model No. 1主要是由高強度鋁合金製成，邊角均經過圓滑處理，底把和套筒並非批量生產，而是純手工製作而成，加工精度可以媲美批量生產的產品。槍管採用重型比賽等級槍管常用的不鏽鋼，有著更長的壽命和更為厚重的結構，可以吸收一部份子彈發射時產生的後座力。在底把以內的上膛坡道的輪廓亦為了更大口徑的.50口徑子彈而作出了加大開放半徑的修改。Model No. 1的彈匣、底把和上膛坡道都是由熱處理鍛造件以機器加工製造，而其擊錘和擊錘阻鐵是由工具鋼以機械加工製造。

## 衍生型

### Model No. 2
在2006年，槍械藝術工業公司推出了M1911 Model No. 2。與Model No. 1一樣發射.50 GI口徑子彈，並且在底把套筒下、扳機護環前方的防塵蓋整合了一條全防塵蓋尺寸型MIL-STD-1913式戰術燈安裝導軌，以安裝各種戰術燈、雷射瞄準器和其他戰術配件。M1和M2都可以使用由槍械藝術工業生產的.45 ACP口徑轉換零件，.45 ACP的彈匣容量為8+1發。

### Model No. 3
在2010年，槍械藝術工業公司推出了M1911 Model No. 3。Model No. 3是柯爾特指揮官型尺寸的M1911，並與Model No. 1一樣發射.50 GI口徑子彈，使用一根較短的槍管和一個全尺寸的圓形握把。與其全尺寸型一樣，M3可以使用由槍械藝術工業生產並為這特定型號而設計的.45 ACP口徑轉換零件。M3在.50 GI的彈匣容量為7+1發，而在.45 ACP的彈匣容量為8+1發。

### Model No. 4
及後槍械藝術工業公司推出了M1911 Model No. 4。Model No. 4是加長型尺寸的M1911，並與Model No. 1一樣發射.50 GI口徑子彈，使用一根長達152毫米（6英吋）的槍管。與其全尺寸型一樣，M4可以使用由槍械藝術工業生產並為這特定型號而設計的.45 ACP口徑轉換零件。M4在.50 GI的彈匣容量為7+1發，而在.45 ACP的彈匣容量為8+1發。

### Model No. 5
及後槍械藝術工業公司推出了M1911 Model No. 5。Model No. 5是柯爾特軍官ACP型尺寸的M1911，並與Model No. 1一樣發射.50 GI口徑子彈，使用一根較短的槍管。與其全尺寸型一樣，M5可以使用由槍械藝術工業生產並為這特定型號而設計的.45 ACP口徑轉換零件。M3在.50 GI的彈匣容量為5+1發，而在.45 ACP的彈匣容量為6+1發。

## 資料來源
- The fightin' .50 GI.: for those who only use a .45 because a 50 isn't available. by  John Taffir. Guns Magazine 51.9 (Sept 2005): p44(4). From InfoTrac OneFile.
- （英文）—Gun Crafter Industries （页面存档备份，存于）

## 外部連結
- （英文）—槍械藝術工業公司官方網站—
  - Model No. 1
  - Model No. 2 （页面存档备份，存于）
  - Model No. 3 （页面存档备份，存于）
  - Model No. 4 （页面存档备份，存于）
  - Model No. 5
- （英文）—The Firearm Blog.com—
  - .50 Glock （页面存档备份，存于）
  - Guncrafter Industries All Stainless Steel American （页面存档备份，存于）
  - New Guncrafter 1911 Long Slide 1911s: .50 GI, 10mm （页面存档备份，存于）
- （英文）—Tactical Life.com—
  - Combat Handgun’s 25 ‘Can’t Miss’ List For 2014－GUNCRAFTER INDUSTRIES NO. 1 .50 GI （页面存档备份，存于）
  - COMBAT HANDGUNS’ 19 Top 1911s of 2014 （页面存档备份，存于）
- （英文）—Personal Defense World.com—
  - Guncrafter 50GI Model No. 1 （页面存档备份，存于）
  - 40 Autopistols From CONCEALED CARRY HANDGUNS 2016
- （简体中文）—《轻兵器》—枪艺工业公司的创建者与0.50英寸GI大口径NO.1型手枪[]